# Raionul Cozmeni
Raionul Cozmeni (în ucraineană Кіцманський район) era unul din cele 11 raioane administrative din regiunea Cernăuți din Ucraina, cu reședința în orașul Cozmeni. A fost înființat în anul 1940 după ocuparea Bucovinei de Nord de către URSS și apoi reînființat în 1944, fiind inclus în componența RSS Ucrainene. Începând din anul 1991, acest raion făcea parte din Ucraina independentă. A fost desființat în 2020, iar teritoriul său a fost inclus în componența raionului Cernăuți.
Acest raion avea o suprafață de 607 km² și 72.884 locuitori (2001) , în mare majoritate de naționalitate ucraineni. Din componența raionului fac parte orașele Cozmeni, Lujani și Nepolocăuți și 26 comune rurale.
Înainte de ocuparea Basarabiei și Bucovinei de nord de către Uniunea Sovietică în 1940, teritoriul său a făcut parte din județul Storojineț și din județul Cernăuți ale României.

## Geografie
Raionul Cozmeni este situat în partea de nord-vest a regiunii Cernăuți. În prezent, raionul se învecinează în partea de sud-est cu municipiul Cernăuți, în partea de sud cu raionul Storojineț, în partea de sud-vest cu raionul Vijnița, în partea de est și de nord-est cu raionul Zastavna, în partea de vest cu raionul Horodenca și în partea de nord-vest cu raionul Sniatin, ultimele două din regiunea Ivano-Frankivsk.
Teritoriul raionului se află în zona de pădure de stepă. Raionul este străbătut de zece râuri, însumând 149 km lungime, cele mai mari dintre acestea fiind: Prut, Ceremuș și Sovița.

## Economie
În raionul Cozmeni funcționează 10 întreprinderi industriale, dintre care trei sunt deținute de stat și șapte au alte forme de proprietate. Principalele ramuri industriale sunt: prelucrarea produselor agricole, creșterea porcinelor și a păsărilor de curte. 
În domeniul agriculturii, sunt exploatate 60.800 ha, dintre care terenurile cultivate sunt de 45.400 ha, astfel: 
- 36.500 ha de teren arabil,
- 1.900 ha de plantații perene (livezi, vii),
- 2.800 ha de plantații forestiere,
- 4.100 ha de pășuni.

Își desfășoară activitatea în domeniul agriculturii 44 întreprinderi agricole și 146 ferme, profilate pe producția de sfeclă de zahăr, de grâu, carne și produse lactate.

## Învățământ și cultură
În raionul Cozmeni există un Colegiul Agricol de grad universitar și 42 școli, dintre care 9 școli de gradul I, 13 școli de gradul II, 19 școli de gradul III, o școală pentru copiii cu handicap și 5 școli de artă. De asemenea, funcționează 10 instituții preșcolare și 2 case de copii și un internat. În afară de acestea, mai există 45 cămine culturale, 42 biblioteci școlare și un teatru.  
De asemenea, funcționează aici o vastă rețea de facilități medicale: 3 spitale, 3 clinici, 8 ambulatorii și 33 cabinete medicale. Spitalul central raional dispune de o capacitate de 325 de paturi .

## Demografie
Componența lingvistică a raionului Cozmeni
     Ucraineană (98,83%)
     Alte limbi (1,12%)
Conform recensământului din 2001, majoritatea populației raionului Cozmeni era vorbitoare de ucraineană (98,83%), existând în minoritate și vorbitori de alte limbi.
La recensământul din 1989, raionul Cozmeni avea 74.200 locuitori.
Conform recensământului efectuat de autoritățile ucrainene în anul 2001, populația raionului Cozmeni era de 72.884 locuitori, fiind împărțită în următoarele grupuri etnice:
- Ucraineni - 71.805 (98,52%)
- Ruși -  674 (0,92%)
- Români -  116 (0,16%)
- Moldoveni -  88 (0,12%)
- Alții - 201 (0,28%) [4].

De asemenea, 20,3% din populația raionului locuia în așezări urbane (14.795 locuitori) și 79,7% în așezări rurale (58.089 locuitori).
Cele mai populate localități sunt orașele Cozmeni - 7.293 locuitori, Lujeni - 4.744 și Nepolocăuți - 2.449 și satele Mămăești - 5.818, Șipeniț - 3.160 și Chisălău - 2.873.

## Localități
Raionul Cozmeni este compus din:
- 1 oraș - Cozmeni - reședința administrativă
- 2 așezări urbane - Lujeni și Nepolocăuți

| Orașe și așezări de tip urbane   |                    |               |                  |               |                                                |           |
| Nume                             | Nume               | Nume          | Nume             | Nume          | Nume                                           | Locuitori |
| română                           | ucraineană         | ucraineană    | rusă             | rusă          | germană (în perioada administrației austriece) | Locuitori |
| română                           | scriere ucraineană | transliterare | scriere rusească | transliterare | germană (în perioada administrației austriece) | Locuitori |
| Cozmeni (Coțmani, Chițmani)      | Кіцмань            | Kițman        | Кицмань          | Kițman        | Kotzmann                                       | 7.293     |
| Lujeni (Lujani, Lujan)           | Лужани             | Lujanî        | Лужаны           | Lujanî        | Luschany                                       | 4.744     |
| Nepolocăuți (Grigore Ghica Vodă) | Неполоківці        | Nepolokivți   | Неполоковцы      | Nepolokovțî   | Nepolokiwzi (Nepolokoutz)                      | 2.449     |

- 43 sate [5], dintre care: 
  - 26 comune sau selsoviete  astfel:

| Comune                            |                    |                 |                  |                    |                                                |           |
| Nume                              | Nume               | Nume            | Nume             | Nume               | Nume                                           | Locuitori |
| română                            | ucraineană         | ucraineană      | rusă             | rusă               | germană (în perioada administrației austriece) | Locuitori |
| română                            | scriere ucraineană | transliterare   | scriere rusească | transliterare      | germană (în perioada administrației austriece) | Locuitori |
| Berbești (Bărbești, Brusnița)     | Брусниця           | Brusniția       | Брусница         | Brusnița           | Berbestie                                      | 1.987     |
| Berhomet (Berhomet pe Prut)       | Берегомет          | Berhomet        | Берегомет        | Beregomet          | Berhometh am Pruth                             | 880       |
| Bila                              | Біла               | Bila            | Белая            | Belaia             | Bila                                           | 612       |
| Borăuți                           | Борівці            | Borivți         | Боровцы          | Borovțî            | Boroutz                                        | 1.601     |
| Chisălău                          | Киселів            | Kiseliv         | Киселёв          | Kiseliov           | Kisseleu                                       | 2.873     |
| Clivești                          | Хлівище            | Hlivișce        | Хлевище          | Hlevișce           | Kliwestie                                      | 648       |
| Clivodin                          | Кліводин           | Klivodin        | Кливодин         | Klivodin           | Kliwodyn                                       | 1.704     |
| Cotul-Vânători (Cutul Strilețchi) | Стрілецький Кут    | Strilețkîi Kut  | Стрелецький Кут  | Strelețkii Kut     | Striletzki Kut                                 | 2.069     |
| Davidești                         | Давидівці          | Davidivți       | Давыдовцы        | Davâdovțî          | Dawidestie                                     | 1.107     |
| Drăcineț                          | Драчинці           | Dracinți        | Драчинцы         | Dracințî           | Draczynetz                                     | 2.324     |
| Dubăuți                           | Дубівці            | Dubivți         | Дубовцы          | Dubovțî            | Duboutz                                        | 1.232     |
| Hlinița                           | Глиниця            | Hliniția        | Глиница          | Glinița            | Hlinitza                                       | 1.641     |
| Iujineț                           | Южинець            | Iujineț         | Южинец           | Iujineț            | Juzynetz                                       | 1.128     |
| Ivancăuți                         | Іванківці          | Ivankivți       | Иванковцы        | Ivankovțî          | Iwankoutz                                      | 1.388     |
| Lașchiuca                         | Лашківка           | Lașkivka        | Лашковка         | Lașkovka           | Laschkowka                                     | 1.643     |
| Malatineți (Malatineț)            | Малятинці          | Maliatinți      | Малятинцы        | Maliatințî         | Malatynetz                                     | 1.214     |
| Mămăești (Mămăeștii Vechi)        | Мамаївці           | Mamaivți        | Мамаeвцы         | Mamaevtsy          | Alt-Mamajestie                                 | 5.818     |
| Orășeni                           | Оршівці            | Orșivți         | Оршевцы          | Orșevțî            | Oroscheny                                      | 2.380     |
| Oșehlib                           | Ошихліби           | Oșihlibi        | Ошихлебы         | Oșcihlebî          | Oschechlib                                     | 2.092     |
| Stăneștii de Jos                  | Нижні Станівці     | Nijni Stanivți  | Нижние Становцы  | Nijnie Stanobțî    | Unter-Stanestie am Czeremosch                  | 1.990     |
| Stăneștii de Sus                  | Верхні Станівці    | Verhni Stanivți | Верхние Становцы | Werchnije Stanowzy | Ober-Stanestie am Czeremosch                   | 1.750     |
| Stăuceni                          | Ставчани           | Stavciani       | Ставчаны         | Stavcianî          | Stawczan                                       | 2.168     |
| Suhoverca                         | Суховерхів         | Suhoverhiv      | Суховерхов       | Suhoverhov         | Suchowerchow                                   | 1.881     |
| Șipeniț (Șipeniți)                | Шипинці            | Șipinți         | Шипинцы          | Șipințî            | Schipenitz                                     | 3.160     |
| Șișcăuți                          | Шишківці           | Șișkivți        | Шишковцы         | Șișkovțî           | Schischkoutz                                   | 1.598     |
| Valeva                            | Валява             | Valiava         | Валява           | Valiava            | Walawa                                         | 1.521     |

- - 17 sate, care nu sunt și selsoviete, adică nu au administrație proprie, astfel:

| Sate                               |                    |               |                  |                |                                                |           |                  |
| Nume                               | Nume               | Nume          | Nume             | Nume           | Nume                                           | Locuitori | Comuna           |
| română                             | ucraineană         | ucraineană    | rusă             | rusă           | germană (în perioada administrației austriece) | Locuitori | Comuna           |
| română                             | scriere ucraineană | transliterare | scriere rusească | transliterare  | germană (în perioada administrației austriece) | Locuitori | Comuna           |
| Bordei (Burdei)                    | Бурдей             | Burdei        | Бурдей           | Burdei         | Bordei                                         | 330       | Cotul-Vânători   |
| Brusenchi                          | Брусенки           | Brusenki      | Брусенки         | Brussenki      | Brussenky                                      | 1.110     | Stăneștii de Jos |
| Călinești                          | Кальнівці          | Kalinivți     | Кальновцы        | Kalnowzy       | Kalinestie am Czeremosch                       | 662       | Berbești         |
| Chisălăul Nou                      | Новий Киселів      | Novîi Kiseliv | Новый Киселев    | Novîi Kiseliov |                                                |           | Mămăești         |
| Ciortoria                          | Чортория           | Ciortoria     | Чортория         | Ciortoria      | Czartoria                                      | 685       | Berbești         |
| Clocucica (Clocușca)               | Клокічка           | Klokicika     | Клокочка         | Klokocika      | Klokuczka                                      | 348       | Berhomet         |
| Corostuvata                        | Коростувата        | Korostuvata   | Коростoвата      | Korostovata    |                                                | 225       | Hlinița          |
| Drăcineții Noi                     | Нові Драчинці      | Novi Dracinți | Новые Драчинцы   | Novîe Dracințî |                                                | 615       | Drăcineț         |
| Dumbrava                           | Діброва            | Dibrova       | Диброва          | Dibrova        |                                                | 356       | Berbești         |
| Gavrilești (Gavrilăuți)            | Гаврилівці         | Havrilivți    | Гавриловцы       | Gavrilovțî     | Hawrilestie                                    | 341       | Ivancăuți        |
| Ostra                              | Остра              | Ostra         | Остра            | Ostra          | Ostra                                          | 280       | Berbești         |
| Piedicăuți                         | П'ядиківці         | Piadikivți    | Пядиковцы        | Piadikovțî     | Piedykoutz                                     | 971       | Nepolocăuți      |
| Râvna (Revna pe Prut, Revna)       | Ревне              | Revne         | Ревно            | Revno          | Rewna                                          | 1.067     | Cotul-Vânători   |
| Revacăuți                          | Реваківці          | Revakivți     | Реваковцы        | Revakovțî      | Rewakoutz                                      | 812       | Berhomet         |
| Vinograd                           | Виноград           | Vinohrad      | Виноград         | Vinograd       | Winograd                                       | 196       | Stăneștii de Jos |
| Viteluvca (Vintileanca, Vitiliuca) | Витилівка          | Vitilivka     | Витиловка        | Vitilovka      | Witelowka                                      | 1.032     | Lașchiuca        |
| Zeleneu (Zelenău)                  | Зеленів            | Zeleniv       | Зеленов          | Selenow        | Seleneu                                        | 836       | Berbești         |